# Jaap Kraaier

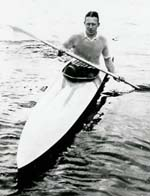
Jaap Kraaier in de jaren 30

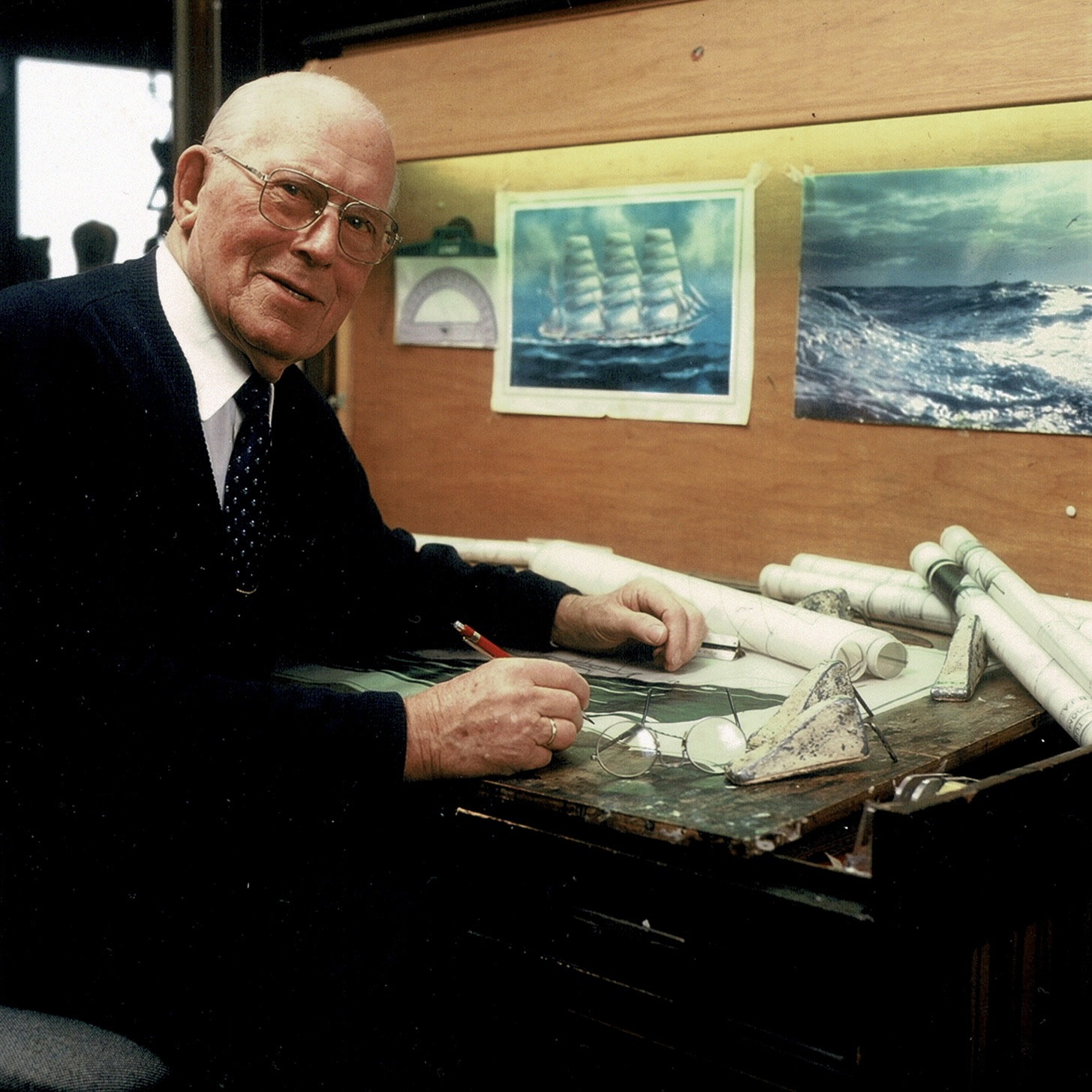
Jaap Kraaier op zijn thuiswerkplek in Egmond aan Zee in 1998

Jaap Kraaier (Zaandam, 28 november 1913 - 7 januari 2004) was een jachtontwerper en olympisch medaillewinnaar kanovaren.
Jaap Kraaier werd geboren als jongste zoon van een eenvoudig scheepsbouwer in Zaandam. Het gezin telde zes kinderen. Kraaier bouwde op eigen initiatief een kano en begon te trainen. Hij bleek voorbestemd om uit te groeien tot een succesvol sportman. In 1934 deed hij mee aan het Europees Kampioenschap in de kano K 1 in Praag. Twee jaar later won hij op de Olympische Spelen in Berlijn een bronzen medaille in die klasse. Zijn wedstrijdkano had hij zelf getekend en gebouwd. Een ongeluk in het zwembad maakte een einde aan zijn sportcarrière.
Nadien ontwikkelde hij zich tot jachtarchitect en zakenman. Onder zijn leiding groeide de werf van zijn vader uit tot een miljoenenbedrijf met tientallen medewerkers. In de jaren 50 bouwde Jachtwerf Kraaier een groot aantal haven- en marineboten voor Indonesië. Na de onafhankelijkheid viel die markt weg, waarop het aantal orders langzamerhand terugliep. Kraaier verkocht zijn belangen in het bedrijf en stortte zich volledig op zijn werk als jachtontwerper. In 1964 ging de werf - inmiddels omgedoopt tot Scheepswerf De Beer - failliet. 
Kraaier werd lid van de Nederlandse Bond van Jachtarchitecten (NBJA) en specialiseerde zich in het ontwerpen van kleine motor- en zeiljachten. Niet alleen voor de kleine werven die zelf geen tekenkamer hadden maar voor een belangrijk deel ook voor de zelfbouwers. Het ultieme voorbeeld daarvan is de Piraatjol, een boot die in z'n geheel uit een plaat hechthout gebouwd kan worden. Er zijn er wereldwijd duizenden van gebouwd.